# Мікро-БпЛА

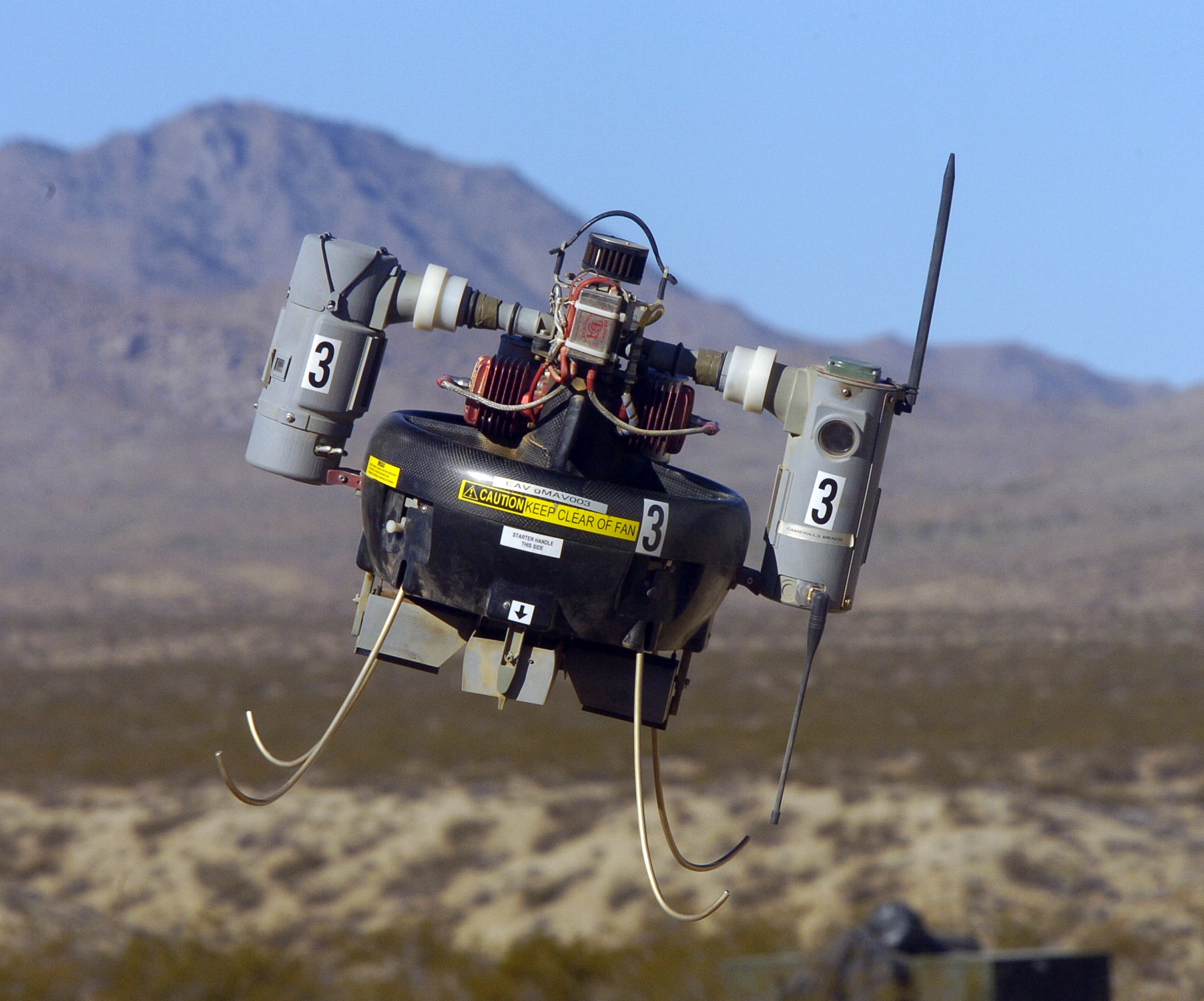
Станція Naval Air Weapons, Каліфорнія - RQ-16 T-Hawk, БпЛА літає в умовах полігону з імітацією бою під час тестового польоту.

Мікро-літальний апарат (мікро-БпЛА, MAV) це клас літальних апаратів, який відрізняється своїм малим розміром і автономним управлінням. Розміри таких апаратів можуть сягати 15 сантиметрів. Розробка відбувається в комерційних, дослідницьких, державних і військових цілях; які передбачають появу апаратів розміром з комаху. Такі апарати дозволяють проводити дистанційне спостереження у небезпечних або важко доступних умовах, які не доступні наземним засобам. Мікро-БпЛА також створювались любителями, в таких галузях як проведення чемпіонатів серед роботів і аерофотозйомка.

## Практична реалізація
В 2000 році невдалі зусилля DARPA із розробки MAV продемонстрували, що 15-сантиметровий БпЛА надто замалий, щоб бути корисним, принаймні, у короткостроковій перспективі. Крім труднощів розробки MAV, лише деякі конструкції адекватно вирішували питання управління. Невеликий розмір MAV робив дистанційне керування непрактичним, оскільки мікролітальні апарати не могли нести достатньо потужні бортові передавачі, щоб забезпечити дистанційне керування (пілот наземної станції не може його бачити далі 100 метрів). Тому дослідники зосередилися на повністю автономному польоті MAV. Одним із таких пристроїв, який з самого початку розроблявся як повністю автономний MAV, був біонічний Entomopter. 
Можливо основою появи мініатюрних дронів, які літатимуть «по-комашиному» у майбутньому стане технологія LAZA (Liquid-amplified Zipping Actuator). Завдяки LAZA дрон може махати крилами без шестерень та інших обертових механізмів. 

### Інші розробки
В січні 2010, Тамкангський університет (Tamkang University,TKU) в Тайвані створив автопілотний пристрій з автономним апаратом контролю висоти, який важить 8 грам, і має діаметр 20 см, з маховими крилом. Лабораторія мікроелектромеханічних систем в TKU займалася розробкою БпЛА вже декілька років. З тих пір як з 2007 р. до них приєдналася лабораторія динаміки польотів і космосу. Замість традиційних сенсорів і обчислюваних пристроїв, які занадто важкі для БпЛА, ця команда поєднала систему стереобачення із наземною станцією, для контролю висоти польоту,  що зробило цей БпЛА першим пристроєм із маховим крилом, який важить менше 10 грамів і виконує автономний політ. 
В 2008, Університет TU Delft в Нідерландах розробив найменший орнітоптер DelFly Micro із камерою, третя версія якого була запущена в 2005. Ця версія має розмір в 10 сантиметрів і важить 3 грами, що є трохи більшим за розміром і більш шумний в порівнянні з бабкою, на кого він і є схожий як модель. 

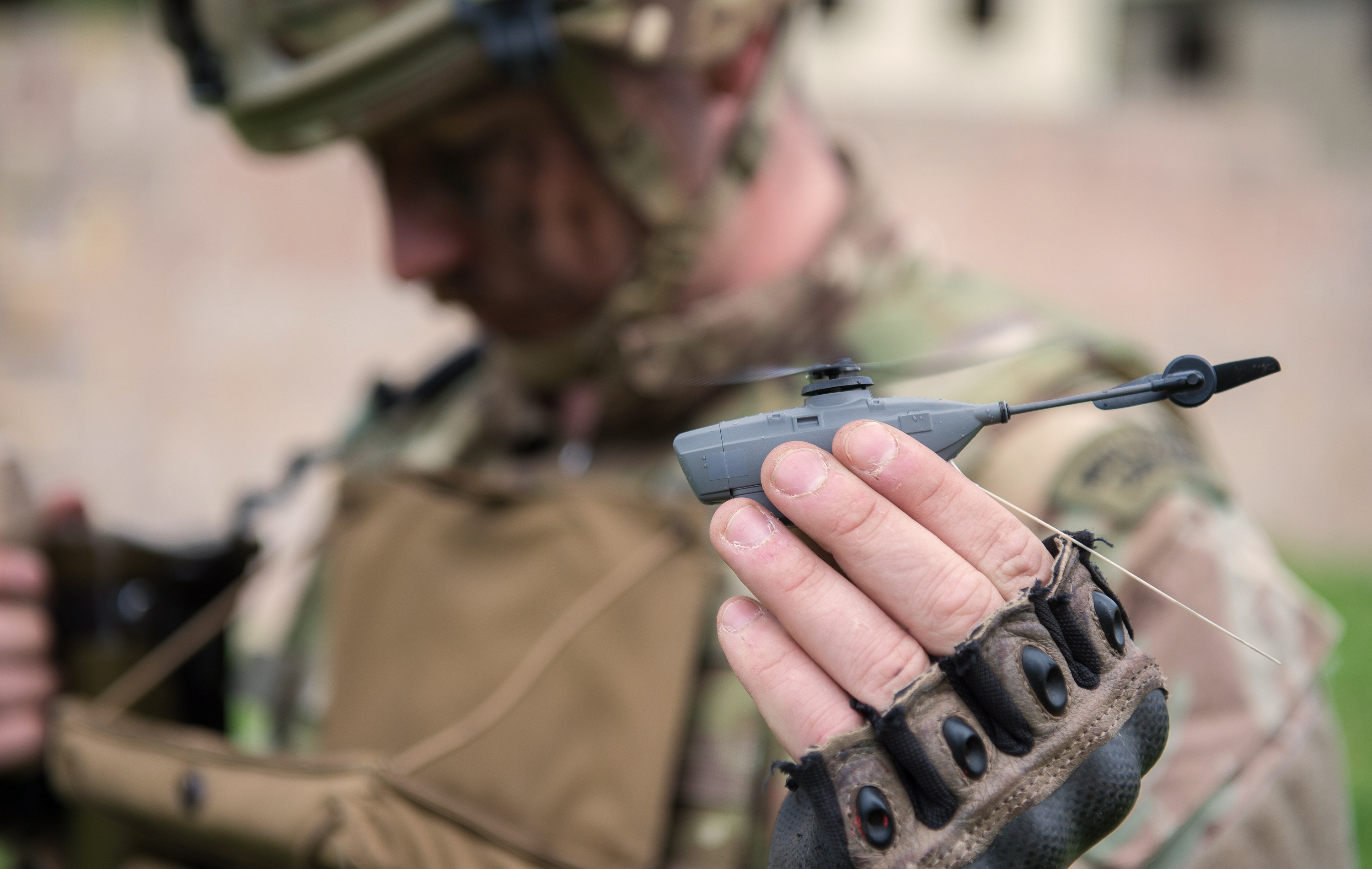
Black Hornet 2

Роберт Вуд в Гарвардському університеті розробив ще менший за розміром орнітоптер, який мав розмір лише 3 сантиметри, але цей апарат не був автономний і отримує живлення за допомогою дроту. В результаті з'явився RoboBee. В 2013 році група здійснила контрольований політ за допомогою зовнішньої системи розпізнавання рухів.
На початку 2008 року американська компанія Honeywell отримала дозвіл від Федеральної Адміністрації Авіації (FAA) на польоти свого БпЛА, під назвою gMAV в повітряному просторі в експериментальних цілях. gMAV був четвертим літальним апаратом, який отримав такий дозвіл. gMAV від Honeywell використовує підйомну тягу для вертикального зльоту і посадки, а також для утримання в повітрі. Він також здатен до швидкого горизонтального переміщення, за словами компанії, але ніяких характеристик не було описано. Ще розробники заявляють, що засіб достатньо легкий, щоб його могла переносити людина. Спочатку він був розроблений як частина програми DARPA, і його по плану мав застосовувати департамент поліції Маямі-Дейд, Флорида. 
В 2012 році, Британська армія розробила і направила шістнадцяти грамовий безпілотний літальний апарат Black Hornet Nano (Чорний Шершень Нано) в Афганістан для підтримки військових операцій.

## Див також
- Історія безпілотних літальних апаратів
- Фільм Slaughterbots[en][10]